# Covelães
Covelães ist ein Ort und eine ehemalige Gemeinde (Freguesia) im portugiesischen Kreis Montalegre. Die Gemeinde hatte 133 Einwohner (Stand 30. Juni 2011).
Am 29. September 2013 wurden die Gemeinden Covelães und Sezelhe zur neuen Gemeinde União das Freguesias de Sezelhe e Covelães zusammengeschlossen.